# Jacques Rousseau (peintre)
Pour les articles homonymes, voir Jacques Rousseau et Rousseau.
Jacques Rousseau est un peintre de paysage et d'architecture français, né à Paris le 4 juin 1630, et mort à Londres le 16 décembre 1693.

## Biographie

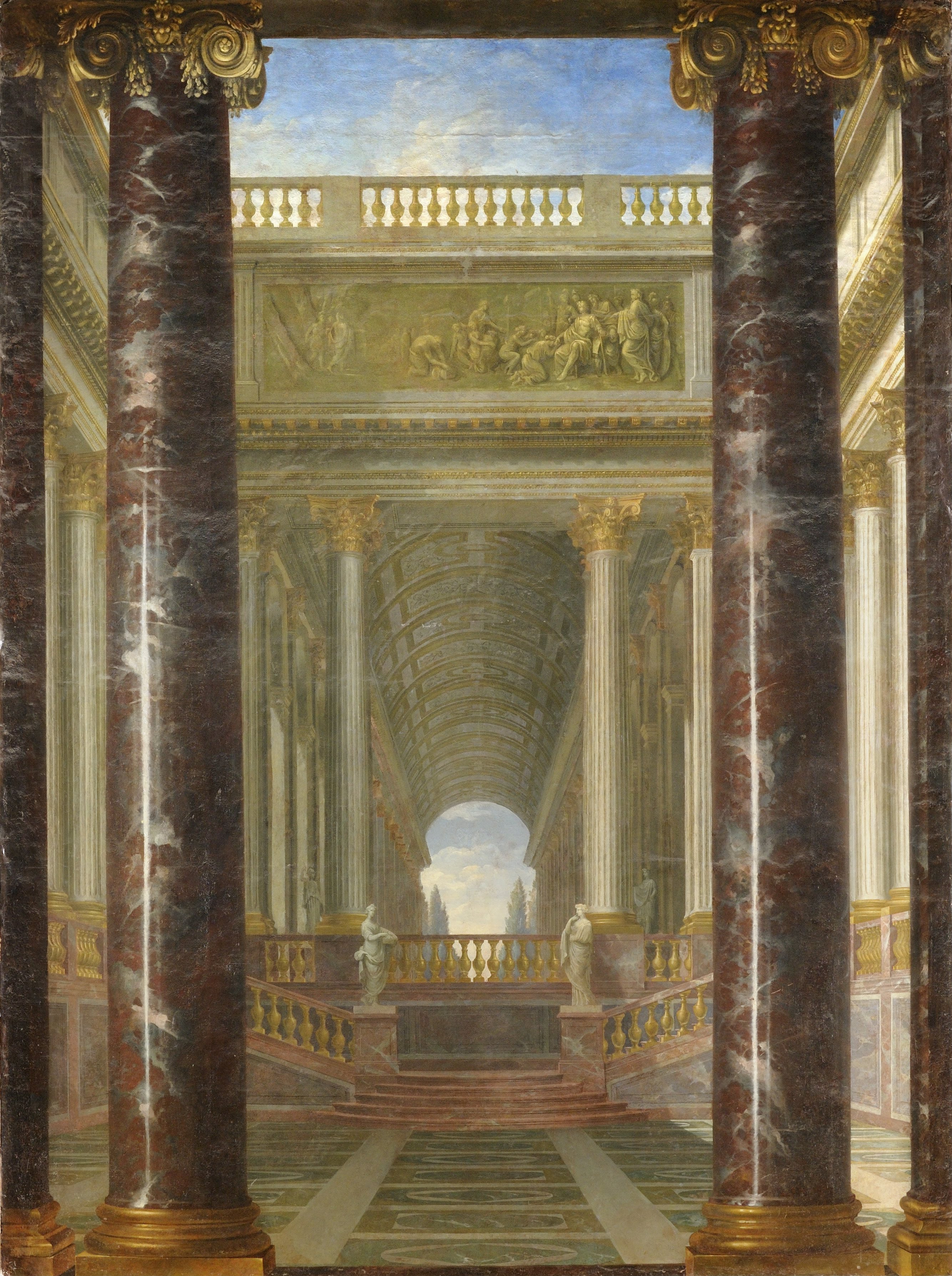
Trompe-l'œil d'une perspective de jardins (1679-1680)
Salon de Vénus (côté est), château de Versailles
par Jacques Rousseau

Jacques Rousseau est le fils du menuisier protestant Jacques Rousseau et de Marie Mesnart, fille de Robert Mesnart, marbrier du roi. Il s'est formé auprès du peintre hollandais Herman van Swanevelt dont il a épousé la sœur Suzanne. Il passe ensuite quelques années à Rome où il peint les ruines antiques.
Peintre de paysage et d'architecture influencé par Nicolas Poussin, il travaille avec Charles Le Brun à l'hôtel Lambert dans les années 1660 où il peint sur le thème des travaux d'Hercule et au palais des Tuileries.
Il est reçu à l'Académie royale de peinture et de sculpture le 6 septembre 1662 après la présentation d'un tableau présentant un « grand paysage orné d'architecture ».
Dans les années 1680, il s'illustre sur des paysages architecturaux feints. En 1679-1680, il peint la décoration du salon de Vénus au château de Versailles, à l'hôtel Danjeau, au château de Marly et au château de Saint-Cloud appartenant à duc d'Orléans. Celui-ci s'était marié avec Élisabeth-Charlotte de Bavière le 16 novembre 1671. Protestante, elle avait dû abjurer pour pouvoir se marier avec le frère du roi. Elle raconte dans une lettre du 4 août 1720 une anecdote quand elle chante un psaume luthérien dans l'orangerie du château :
Il faut cependant que je vous conte ce qui m’est arrivé, il y a plus de 25 ans, avec mon chant.
J’ignorai que Rousseau, qui a peint l’Orangerie, fut réformé. Il se trouvait sur un échafaudage tout en haut. Je me croyais seule dans la galerie et me mis à chanter tout haut le 6ème psaume. À peine ai-je fini le premier verset que j’entendis quelqu’un descendre en grande hâte de l’échafaudage. C’était M. Rousseau qui se jetait à mes pieds. Je crus qu’il devenait fou.
« Bon Dieu, Rousseau, lui dis-je, qu’avez-vous ?
-Est-il possible Madame s’écria-t-il, que vous vous souveniez encore de vos psaumes et les chantiez, le bon Dieu vous bénisse et vous maintienne dans ces bons sentiments ! »
Et en disant cela il avait les larmes aux yeux. Quelques jours après il se sauva. Je ne sais pas où il est allé, mais où qu’il soit je lui souhaite beaucoup de bonheur et de joie. C’est un excellent peintre en fresque et très estimé...
Protestant, il est exclu le 10 octobre 1681 de l'Académie royale de peinture et de sculpture comme l'ont été Henri Testelin, Jean Michelin, Samuel Bernard, Louis Ferdinand Elle l'Aîné, Jean-Baptiste Forest, Nicolas Heude, Mathieu Lespagnandel et Jacques d'Agar. Il a continué à travailler pour Louis XIV dans les années suivantes. Il aurait abjuré le protestantisme en 1686, cependant il décide de quitter la France en 1687, car il apparaît à cette date sur des listes de réfugiés en février 1687, d'abord en Suisse. Walpole raconte que Louvois lui aurait demandé de revenir en France pour terminer les travaux qu'il avait entrepris à Marly. Il a refusé, se contentant de recommander un artiste, Philippe Meusnier. Il passe ensuite en Hollande avant de s'établir en Angleterre à l'invitation du duc de Montagu.
Pour Lord Montaigu, il travaille à Londres à la décoration de la seconde Montagu House en 1690, avec Charles de La Fosse, et le roi Guillaume III à Hampton Court, entre 1688 et 1693.

## Annexe

### Biographie
- Eugène Haag et Émile Haag, « Rousseau (Jacques) », dans La France protestante, ou Vies des protestants français qui se sont fait un nom dans l'histoire depuis les premiers temps de la réformation jusqu'à la reconnaissance du principe de la liberté des cultes par l'Assemblée nationale, t. IX Rossel-Zorn, Genève, Joël Cherbuliez libraire-éditeur, 1859 (lire en ligne), p. 49-51
- Émile Bellier de La Chavignerie et Louis Auvray, « Rousseau (Jacques) », dans Dictionnaire général des artistes de l'École française depuis l'origine des arts du dessin jusqu'à nos jours, Paris, Librairie Renouard, 1885 (lire en ligne), p. 429
- Léon Greder, « Un peintre parisien du XVIIe siècle: Jacques Rousseau (1631-1693) », Bulletin de la Société de l'histoire de Paris et de l'Ile-de-France, 31e année,‎ 1904, p. 108-115 (lire en ligne)
- Lucien Raulet, « Les billets d'enterrement d'artiste huguenots de l'ancienne Académie royale de peinture et de sculpture (1653-1712) - X-Jacques Rousseau », Bulletin. Études, Documents, Chronique littéraire, Société de l'histoire du protestantisme français, LVIe année,‎ 1907, p. 65 et note 1 (lire en ligne)
- Cécile Bouleau, « Jacques Rousseau (1630 - 1693) : un peintre de perspective aux Tuileries », Bulletin de la Société de l'histoire de l'art français, 1993, p. 49-59.
- Anne-Charlotte Steland, « Early drawings by Jacques Rousseau in the manner of Herman van Swanevelt », Master drawings, n°45, 2007, 2, p. 167-186.
- Virginie Bergeret, Jacques Rousseau (1630-1693). Un peintre de paysages et de perspectives, mémoire de recherche de l’École du Louvre sous la dir. d’Alexandre Gady, Paris, 2014, 2 vols.
- Virginie Bergeret, « Jacques Rousseau et Charles de La Fosse chez le duc de Montagu à Londres », Bulletin du Centre de recherche du château de Versailles. Colloque international – 18-19 mai 2015 – Salle des Colonnes, Grande Écurie du château de Versailles, Versailles,‎ 2015 (lire en ligne)